# Zima (hudební projekt)

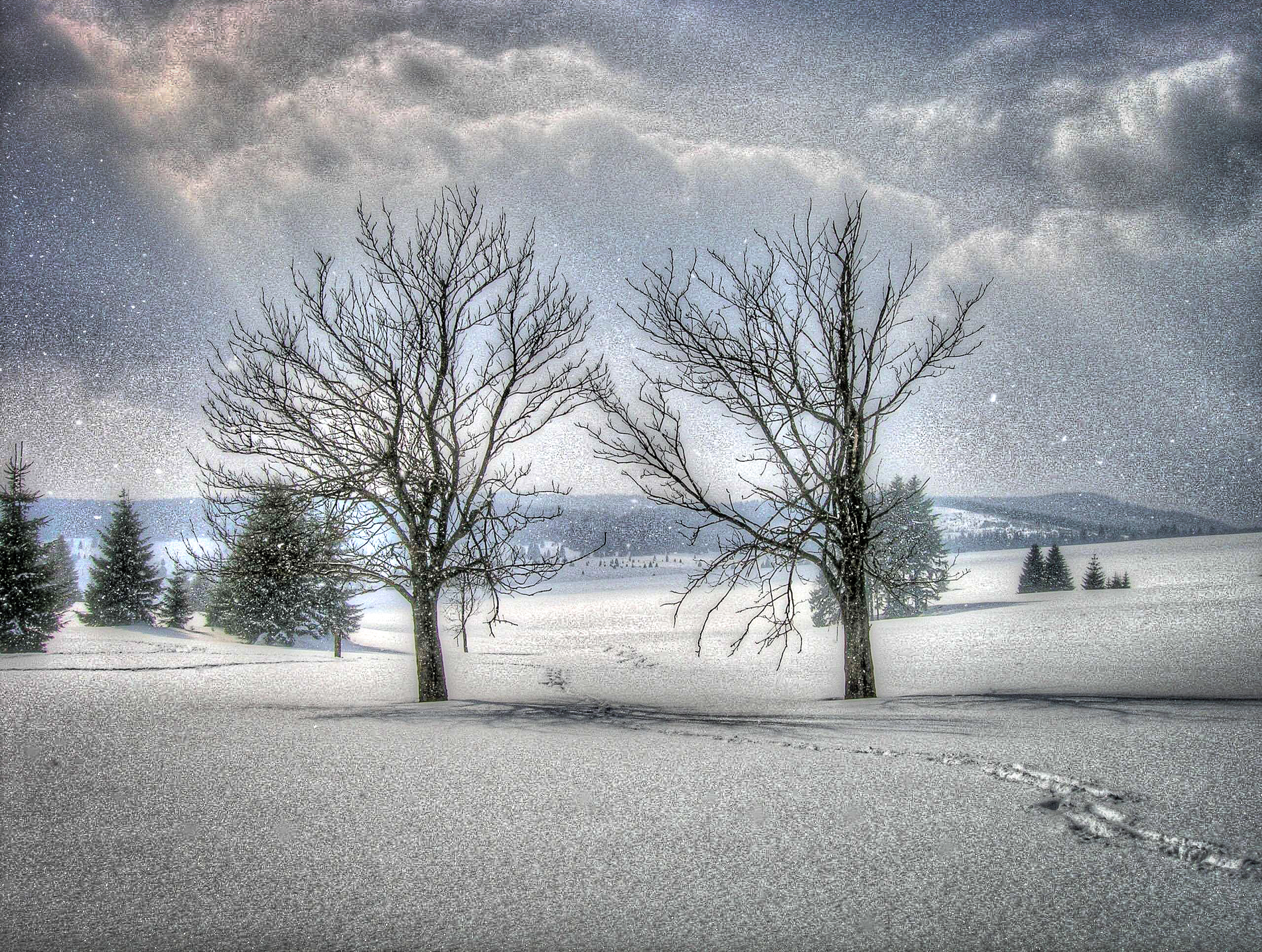
Zima - hudební projekt

Zima je hudební projekt Pavla Vindušky, tvořený cyklem písní ve stylu alternativního rocku s prokomponovanou symfonickou hudební složkou a jednotícím lyricko-epickým námětem.
Hlavních pěveckých rolí se ujali Kamil Střihavka a Lenka Dusilová, na hudebním podkladu spolupracovala řada předních hudebníků, například Stanislav Jelínek (kytary), Jiří Veselý a Jan Jakubec (baskytary), nebo Jiří Zelenka a Štěpán Smetáček (bicí). Symfonickou součást nahrála Moravská filharmonie Olomouc pod taktovkou Miloše Boka a studiový orchestr FILMharmonic Orchestra řízený Adamem Klemensem.
Na projektu spolupracoval také studiový sbor pod vedením sbormistra Štěpána Britvíka, hudební režisér Milan Puklický, zvukový režisér Aleš Dvořák, mixing a  mastering realizoval Pavel Větrovec. Autorem hudby a textu je Pavel Vinduška, symfonická orchestrace je dílem Jana Wilda. Oba se podíleli i na aranži.

## Vznik projektu
První spolupráce Aleše Dvořáka, Jiřího Reinera, Pavla Vindušky a Jana Wilda započala již v osmdesátých letech minulého století, kdy se vytvořilo širší neformální uskupení spisovatelů, básníků a hudebníků, kteří příležitostně spolupracovali na různých projektech. Vznikaly tak básně, povídky, písně a divadelní hry, z nichž některé byly podle tehdejších možností i veřejně.prezentovány. Část této tvorby byla shromážděna a později vydaná knižně se dvěma CD přílohami pod názvem Soukromá zpráva z Ořechovky (ISBN 80-902124-9-2)). Z osmdesátých let také pocházejí první skici a tematické obrysy Zimy, které ovšem od těch dob doznaly značných proměn.

## Děj
Děj se odehrává ve dvou abstraktních obrazech. První je tvořen zimními pláněmi, je to místo, kde neustále padá sníh, nikdy nesvítí slunce a nikdo a nic tam nežije.
Příznačná slova: čisto, bílo, ticho, svoboda, samota, zima.
Druhým obrazem je město v mírné kotlině uprostřed plání, celé přikryté skleněnou kopulí. Stále tam svítí slunce, nikdy nepadá sníh a lidí je tam až moc.
Příznačná slova: prach, hluk, neustálé teplo, kontrolovaný prostor a trochu vězení.
Děj i s dialogy hlavních postav, jimiž jsou On a Ona, je vyjádřen texty osmi písní.
Hudební složka projektu může být prezentována samostatně. Dalším možným záměrem je vytvoření vizuální složky tak, aby vzniklo kompaktní audiovizuální pásmo. Produkční společnost (www.zima.cx) v současnosti organizuje širší výběrové řízení ve snaze najít tvůrce obrazové části projektu – animovaného filmu.

## Námět a jeho souvislost s dávnými mýty
Původní námět je současný a obsahuje metaforické kontexty odkazující k antickému mýtu o kyperském králi, který vyřezal ze slonové kosti tak krásnou dívku, že se do ní zamiloval a uprosil bohyni lásky Afroditu, aby jí vdechla život. Tento mýtus se v mnoha podobách jako jeden z nejvýznačnějších archetypů objevuje v nejrůznějších zpracováních; námět Zimy z něj vyzdvihuje motiv osamostatnění stvořené bytosti (může obecněji symbolizovat jakékoli dílo) a následný konflikt s osobou tvůrce. Oproti zklamání z nenaplněné touhy, jak ho známe z romantismu, zažívá zde hlavní hrdina ze zhmotněného snu frustraci. Tím se námět dostává do blízkosti současné postmoderny.

## Realizace
Nahrávky vznikaly ve studiích: Rudolfinum, Propast, Všenory, Svárov a v Mozartově sále v Olomouci.

## Tvůrčí tým
- Lenka Dusilová – zpěv
- Kamil Střihavka – zpěv
- Stanislav Jelínek – sólová kytara
- Jiří Veselý – baskytara
- Jan Jakubec – baskytara
- Jiří Zelenka – bicí
- Štepán Smetácek – bicí
- Jan Mimra – samplery
- Miloš Bok – dirigent
- Moravská filharmonie
- Adam Klemens – dirigent
- FILMharmonic Orchestra
- Štěpán Britvík – sbormistr (Jarmila Miháliková, Olga Velická, Věra Žemberi..)
- Milan Puklický – hudební režie
- Aleš Dvořák – zvuková režie
- Pavel Větrovec – mixing a mastering
- Čenda Kotzmann a Ivan Zbíral – zvukoví technici Rudolfinum
- Martin Rom – autor webových stránek (programování a design).
- Jiří Reiner – kamera k dokumentárnímu filmu o projektu,
- Ota Neužil a Jakub Vedral – fotografové dokumentu pro booklet
- Jan Wild – instrumentace symfonického orchestru a aranž
- Pavel Vinduška – hudba, text, ak.kytary, programming a aranž